# Десант на косу Фрише-Нерунг
Десант на косу Фрише-Нерунг — операция советских войск и Балтийского флота на завершающем этапе Великой Отечественной войны с высадкой 26 апреля 1945 года морского десанта на косу Фрише-Нерунг.

## План и подготовка операции
В начале февраля 1945 года в ходе Восточно-Прусской операции советские войска 2-го Белорусского фронта и 3-го Белорусского фронта вышли к заливу Фриш-Гаф (Фришес-Хафф). При этом с суши были отрезаны от главных сил германской армии две крупные группировки: в городе-крепости Кёнигсберг и на Земландском полуострове. В начале апреля штурмом был взят Кёнигсберг, а в конце апреля ликвидирована земландская группировка — 25 апреля штурмом взят её последний оплот город-крепость и военно-морская база Пиллау (ныне Балтийск).
Часть земландской группировки (остатки 5 разбитых дивизий, в целом до 35 000 человек) сумели переправиться с Земландского полуострова через узкий пролив Зеетиф на длинную косу Фрише-Нерунг и начали отступать по ней в юго-западном направлении. Противник активно занимался эвакуацией по Балтийскому морю своих войска из отрезанных группировок и эвакуированные войска могли вступить в бои на берлинском направлении. С целью разгрома немецкой группировки на косе было решено высадить морской десант. Замысел операции сводился к одновременной высадке двух десантов на косу, на западное и восточное побережье, их действиями предполагалось встречными ударами перерезать косу и вынудить к капитуляции группировку на северной оконечности косы, затем продолжать наступление в южном направлении. Операция готовилась силами Балтийского флота и войск 3-го Белорусского фронта ещё с марта 1945 года, окончательное решение о её проведении было принято в дни штурма Пиллау.

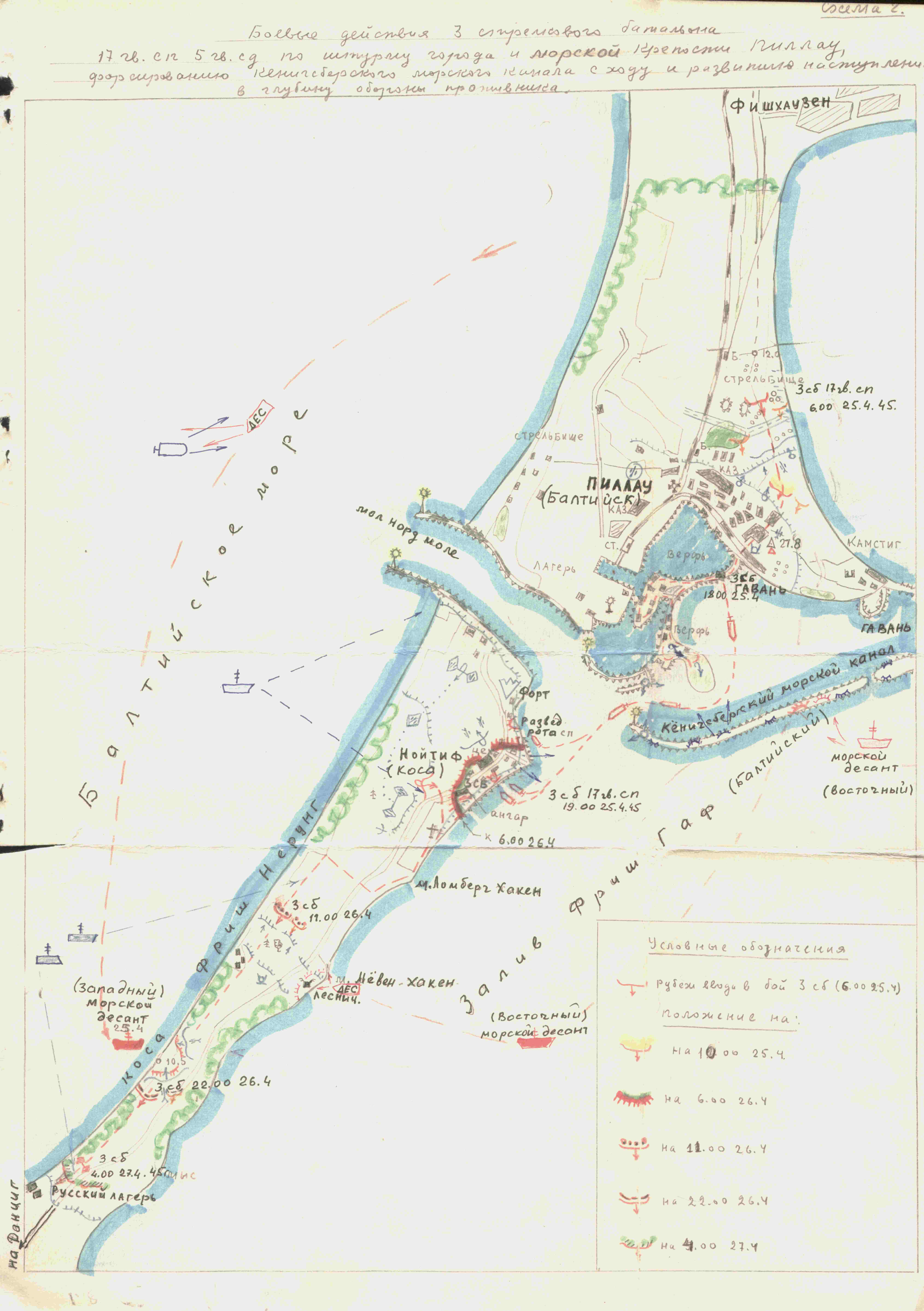
Боевые действия 3-го сб 17 гв. сп 5 гв. сд (комбат А. Дорофеев) в штурме Пиллау(Балтийск), при форсировании пролива Зеетиф, высадке десанта и захвате плацдарма на косе Фрише-Нерунг

Сражение за косу Фрише-Нерунг началось ещё до высадки десантов, путём прорыва на её северную оконечность. С 18:00 часов 25 апреля 1945 года передовой отряд 17-го гвардейского стрелкового полка 5-й гвардейской стрелковой дивизии в составе: разведчиков полка, 7-й стрелковой роты старшего лейтенанта С. Я. Нехаенко, миномётного взвода младшего лейтенанта А. И. Суворова, расчётов станковых пулемётов и 45-миллиметровых пушек на трёх американских автомобилях-амфибиях под командованием командира 3-го стрелкового батальона гвардии майора А. В. Дорофеева и его заместителя по политической части старшего лейтенанта В. Н. Панкратова, под непрерывном огнём противника форсировал пролив Зеетиф, соединяющий Балтийское море с заливом Фришес-Хафф и высадился на косе Фрише-Нерунг.
Батальон А. Дорофеева к исходу 25 апреля захватил плацдарм на Фрише-Нерунг, в течение ночи отразил две контратаки противника, и обеспечил успешную высадку второго эшелона батальона под командованием капитана Л. З. Чугуевского, отбил третью, четвёртую и пятую контратаки, пленил около 480 немцев и с утра 26 апреля обеспечил высадку остальных десантов 17-го гв. стрелкового полка гвардии подполковника А. И. Банкузова, а также высадку главных сил 5-й гвардейской стрелковой дивизии генерала Г. Б. Петерса. Передовой отряд, при огневой поддержке, организованной командующим артиллерии 5-й гвардейской стрелковой дивизии С. Г. Демяновским расширил плацдарм и овладел посёлком Нойтиф и фортом на северо-западе косы. Захват плацдарма передовым отрядом Дорофеева стал сигналом для высадки двух тактических морских десантов в 10 км южнее пролива.
С южного берега залива для артподдержки десанта были выделены 36 орудий полевой артиллерии 37-й артбригады 43-й армии и 36 орудий 150-й артиллерийской бригады 11-й гвардейской армии. Недостатком было малое количество боеприпасов (по 13 выстрелов на орудие).
Оба отряда десанта — западный с моря и восточный с залива Фриш-Гаф (Фришес-Хафф) — после высадки должны были встретиться и вступить под общее командование командира восточного десанта генерал-майора береговой службы И. Н. Кузьмичева, командира 260-й бригады морской пехоты Балтийского флота. Командовал операцией командир Пиллауской ВМБ (база временно размещалась в городе Тапиау, ныне Гвардейск) контр-адмирал Н. Э. Фельдман. Общее руководство осуществлял командующий Юго-Западным морским оборонительным районом Балтийского флота вице-адмирал Н. И. Виноградов. 25 апреля 1945 года в 17 часов от командующего 11-й гвардейской армии генерала К. Н. Галицкого был получен боевой приказ на десантную операцию.

## Западный отряд
Западный десант вышел из района Пальмникена (ныне Янтарный) в 22 часа 45 минут 25 апреля и двигался по открытому морю в район высадки у поселка Вальдхале на косе. Состав сил отряда — сводный полк (более 600 человек) 83-й гвардейской стрелковой дивизии 11-й гвардейской армии генерала К. Н. Галицкого под командованием заместителя командира дивизии гвардии полковника Л. Т. Белого. Командир сил высадки — начальник штаба торпедных катеров капитан 2-го ранга Г. П. Тимченко. Командир сил прикрытия — командир бригады торпедных катеров капитан 1-го ранга А. В. Кузьмин. С моря переход отряда прикрывал дивизион морских бронекатеров капитана 2-го ранга Г. С. Гапковского. Катерными тральщиками командовал капитан-лейтенант А. В. Дудин. Всего отряд насчитывал 21 торпедный катер и катер-тральщик, из которых 10 высаживали десант и 12 прикрывали его с моря. В целях обеспечения внезапности на участке высадки западного отряда артиллерийской подготовки не производилось.
При подходе к месту высадки катера десанта внезапно столкнулись с шестью быстроходными десантными баржами (БДБ) противника, которые шли в Пиллау, не зная о его падении. В коротком морском бою один наш катер был повреждён, но экипаж потушил пожар в машинном отделении и катер остался на плаву. Ответным огнём была тяжело повреждена одна БДБ, затонувшая на мелководье (экипаж взят в плен), остальные спешно покинули место боя.
В 2 часа 15 минут 26 апреля 1945 года отряд начал высадку в намеченном районе. Внезапное появление десанта с моря ошеломило врага и обеспечило успех первого броска пехотинцев. Один торпедный катер сел на мель при высадке, сняться не смог и был взорван экипажем, который затем присоединился к десанту. Однако врагу удалось повредить ещё 2 катера, оставшиеся на плаву и вернувшиеся на базу.
Фактор внезапности позволил отряду расширить плацдарм в глубину обороны, где оказалось скопление блиндажей. Было взято в плен до 1 500 солдат противника, а в районе блиндажей ещё до 400 пленных. Но затем обстановка резко изменилась. С северной оконечности косы стали подходить колонны немецких войск, отступавшие из Пиллау. Под натиском превосходящих сил врага десант был отрезан от берега и раздроблен на отдельные группы. Укрепившись на наиболее выгодных позициях, бойцы отбивали одну атаку за другой, нападали с флангов и с тыла на прорывающиеся части врага. Одна из частей противника отбила ранее захваченных пленных, её командир на месте расстрелял несколько человек, приказав остальным найти оружие и вступить в бой. Длительное время отряд не имел связи, потом её удалось восстановить через рацию артиллеристов-корректировщиков, бывших в десанте. К утру западный отряд вёл бой отдельными группами. Катера прикрытия этого отряда отбили попытку отряда немецких катеров с моря обстрелять позиции десанта, повредив 2 катера врага.

## Восточный отряд
Восточный десант моряков планировался к выходу из района Пайзе-Циммербуде (ныне Светлый (Калининградская область)) и должен был, форсировав залив, высаживаться на косу в районе местечка Мёвен-хакен. Состав сил восточного отряда — сводный полк 260-й бригады морской пехоты (676 человек) в составе трёх батальонов (один из которых — батальон морской пехоты 487 отдельного дисциплинарного батальона Краснознаменного Балтийского Флота под командованием подполковника А. О. Лейбовича), сводный полк 43-й армии (588 человек). Отряд имел только одно орудие ЗИС-3 и 18 миномётов. Высадку производили в двух эшелонах — на речных бронекатерах Петрозаводского дивизиона бронекатеров и буксируемых ими баркасах — всего 24 плавсредства (9 бронекатеров, 2 буксира, 6 баркасов, 3 катера-тральщика, 1 трофейный немецкий пароход, 2 мотобота). Командир сил высадки — командир Петрозаводского дивизиона бронекатеров капитан 2-го ранга М. Ф. Крохин. В целом силы отряда превышали 1300 человек.
Первый эшелон восточного десанта моряков (один батальон морской пехоты и дисциплинарный батальон) вечером 25 апреля вышел в назначенный для высадки район отрядом из двух кильватерных колонн. Командовал первым эшелоном десанта полковник Л. В. Добротин. В условиях ночного тумана при повороте отряда на боевой курс и перестроении правая колонна отряда сбилась с курса, сильно уклонилась вправо и потеряла из виду левую колонну. В результате этой ошибки десант правой колонны был высажен на косу Кёнигсбергского морского канала в район поселка Камстигал в тылу своих войск. Вскоре, поняв свою ошибку, командир колонны принял десант обратно на борт и повёл в запланированный район высадки. Левая колонна в ожидании заблудившейся высадку не производила, хотя западный отряд уже вел бой на берегу. Командир артиллерийской группы поддержки не был извещён о задержке и в установленное время произвел артиллерийскую подготовку. В итоге противник обнаружил появление отряда, сумел организовать оборону и встретил десант огнём.
В 4 часа 15 минут 26 апреля 1945 года десант с боем (с задержкой на 2 часа), вышел на берег на один километр южнее предусмотренного места высадки. Шедшие в первом броске штрафники почти все погибли, но главные силы отряда ворвались в прибрежные окопы, завязав яростную рукопашную схватку. Береговые укрепления были захвачены, взяты пленные. Однако катера, доставлявшие боезапас десанту, выгрузили его в 5 километрах севернее района боя. Ошибка вскрылась только через несколько часов. Единственное орудие десанта било по врагу в упор, пока не расстреляло все снаряды. Это спасло положение до прибытия второго эшелона десанта.
Около 8 часов 26 апреля на тех же бронекатерах и баркасах высадился второй эшелон восточного десанта — 2-й батальон бригады морской пехоты и сводный полк 43-й армии. Со вторым эшелоном высадился командир восточного отряда десанта генерал-майор И. Н. Кузьмичев. Бронекатера после высадки второго эшелона остались в месте боя и оказывали огневое содействие десанту.
Около 12-00 часов прибыл третий эшелон десанта, но опять-таки из-за плохого взаимодействия высадка началась в километре севернее от плацдарма. Поняв ошибку, командир отряда прекратил высадку, но около 100 человек оказались уже на берегу, заняв круговую оборону и после короткого боя соединившись с наступавшими частями.
В это время батальон Дорофеева А. В. захватил несколько сотен пленных (среди них был подполковник немецкого генерального штаба), затем, перерезал косу и наступая вдоль побережья косы Фрише-Нерунг, соединился с западным десантом морской пехоты в местечке «Русский лагерь».

## Завершение операции
Положение десанта моряков было спасено благодаря тому, что группировка врага на косе не имела единого командования. Пока одни части вермахта вели бой с десантом, другие спешно спасались бегством мимо места боя на юг, где скопились главные силы врага на косе. Южная группировка врага в бой с десантом не вступила, спешно отступив ещё дальше. Слыша грохот боя гвардейцев 3-го батальона майора А. В. Дорофеева за спиной, немецкие подразделения на северной оконечности косы стали бросать свои позиции и прорываться на юг косы мимо плацдармов.
Развивая наступление на косе Фрише-Нерунг, из района Пиллау продолжили высадку на северную оконечность косы передовые части 5-й гвардейской стрелковой дивизии 8-го гвардейского стрелкового корпуса 11-й гвардейской армии, а затем к утру 27 апреля успешно был наведен понтонный мост через узкий в этом месте пролив, по которому начали переправу основные силы корпуса. Организованного сопротивления им оказано не было.
Примерно к 10 часам утра 26 апреля восточный и западный отряды десанта соединились, полностью перерезав косу. Около 13.30 часов того же дня они встретились с двигавшимися с севера подразделениями 3-го батальона майора Дорофеева. Не успевшие прорваться на юг немецкие части были окружены и капитулировали.
В ходе операции советскими войсками была занята северная оконечность косы Фрише-Нерунг протяженностью свыше 10 километров (далее коса имела ширину менее километра и была перекрыта многочисленными рубежами обороны). Поскольку операция выявила острый недостаток морских сил высадки и артиллерии, а также значительные проблемы в действиях флота и организации действий войск на косе, советское командование отказалось от дальнейшего наступления, ограничившись блокированием косы с суши и моря. Скопившиеся на косе немецкие войска попыток прорыва не предпринимали, подвергаясь непрерывным ударам авиации и постоянному артобстрелу с южного берега залива Фриш-Гаф. 
В ночное время незначительная часть войск была вывезена по морю.
9 мая 1945 года немецкие войска на косе (около 22 тысяч человек) капитулировали.

## Потери сторон
В целом операция окончилась успехом, хотя и изобиловала резкими драматическими изменениями ситуации. В восточном отряде десанта погибли 70 человек, пропали без вести — 34, ранено — 133 человека. В западном отряде было 123 убитых и 107 раненых. В целом десант потерял 193 бойца погибшими, около 50 пропавшими без вести, 240 ранеными. Потерян один торпедный катер, на кораблях погибли 2 моряка, 5 тяжело ранены.
Потери врага были значительно больше: в советской литературе указывается число в 1700 убитых в боях немцев.  Захвачено в плен 5800 солдат и офицеров, а также взяты большие трофеи: 3513 винтовок, 1300 автоматов, 354 пулемёта, 18 миномётов, 30 орудий, 13 танков, 260 автомашин, 18 мотоциклов, 11 складов, 12 самоходных артустановок.

## Награды
Большинство участников десанта награждено орденами и медалями, 26 человек удостоены звания Героя Советского Союза, спустя много лет ещё один — звания Героя Российской Федерации.
За героический бой на плацдарме косы Фрише-Нерунг к званию Героя Советского Союза были представлены девять военнослужащих 3-го стрелкового батальона 17-го гвардейского стрелкового полка, в том числе и командир батальона гвардии майор А. В. Дорофеев. Восьмерым солдатам и офицерам батальона это звание было присвоено 29 июня 1945 года,, а полковнику в отставке Анатолию Дорофееву через 50 лет Указом Президента Российской Федерации № 679 от 6 июля 1995 года «за мужество и героизм, проявленные в борьбе с немецко-фашистскими захватчиками в Великой Отечественной войне 1941—1945 годов» присвоено звание Героя Российской Федерации.

### Сноски
1. ↑  За мужество и отвагу, проявленные при форсировании пролива Зеетиф, высадке десанта на косу Фрише-Нерунг 26-ти гвардейцам было присвоено звание Героя Советского Союза, в том числе восьмерым из батальона гвардии майора Дорофеева А. В.:
  - гвардии рядовой Гаврилов, Михаил Иванович — стрелок;
  - гвардии младший сержант Дёмин, Николай Николаевич — наводчик орудия;
  - гвардии младший сержант Ерёмушкин, Василий Александрович — комсорг батальона;
  - гвардии старший лейтенант Нехаенко, Степан Яковлевич — командир 7-й роты;
  - гвардии старший лейтенант Панкратов, Василий Никитович — заместитель командира батальона по политической части;
  - гвардии младший лейтенант Суворов, Александр Иванович (1914—1951) — командир миномётного взвода;
  - гвардии капитан Чугуевский, Леонид Захарович — заместитель командира батальона;
  - гвардии младший лейтенант Шитиков, Иван Павлович — парторг батальона.